# Xanthorhoe trilineata
Xanthorhoe trilineata är en fjärilsart som beskrevs av W. Warren 1904. Xanthorhoe trilineata ingår i släktet Xanthorhoe och familjen mätare. Inga underarter finns listade i Catalogue of Life.